# Eurypodea
Eurypodea là một chi bọ cánh cứng thuộc họ Scarabaeidae.